# Bataillon du prince de Neuchâtel
Le bataillon du prince de Neuchâtel ou bataillon de Neufchâtel est une unité d'infanterie de ligne de la Grande Armée, en service sous le Premier Empire de 1807 à 1814. 
Le bataillon est créé par décret du 11 mai 1807 sur l'initiative du maréchal Louis-Alexandre Berthier, prince de Neuchâtel. En dépit des difficultés liées au recrutement, les six compagnies prévues sont mises sur pied et renforcées d'une batterie d'artillerie. Le baptême du feu a lieu en 1809 à la bataille de Wagram, où les Neuchâtelois sont affectés à la garde des ponts. Le corps prend ensuite la route de l'Espagne et enregistre des succès contre la guérilla dans la guerre de la péninsule. La campagne de Russie en 1812 ayant entraîné la disparition quasi complète des effectifs, le bataillon est réduit à la taille d'une compagnie qui participe aux batailles de Dresde, Leipzig et Hanau en 1813 et enfin à la défense de Vesoul en 1814. L'unité est dissoute à Chartres le 1er juin de la même année.
L'uniforme jaune distribué au corps, très inhabituel, vaut aux Neuchâtelois le surnom de « canaris » ou de « serins ».

## Historique

### Contexte politique

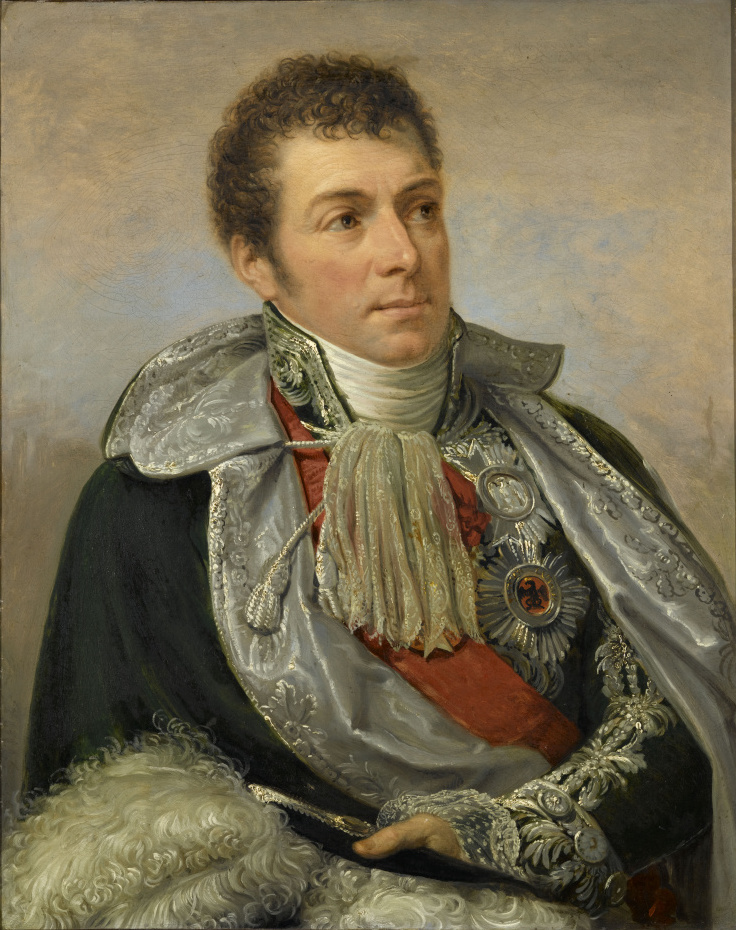
Le maréchal Berthier, prince de Neuchâtel et Valangin. Portrait par Andrea Appiani.

Le 26 février 1806, débarrassé des Russes et des Autrichiens au terme de la campagne d'Autriche, Napoléon signe un traité d'alliance avec la Prusse. Face au récent vainqueur d'Austerlitz, le roi Frédéric-Guillaume III est contraint de céder ses possessions de Clèves et de Neuchâtel à la France. Neuchâtel est occupé le 19 mars par les troupes du général Oudinot, et quelques jours plus tard, le 22 mars, la principauté passe officiellement sous contrôle français. Le 30, Napoléon signe un décret attribuant au maréchal Louis-Alexandre Berthier, major-général de la Grande Armée, le titre de prince de Neuchâtel et Valangin. 
La décision de l'Empereur fait de Berthier l'un des rares dignitaires de l'Empire à bénéficier de la souveraineté d'un État. À propos de Talleyrand et Bernadotte, également dans ce cas, Frédéric Hulot note que « les lieux dont on avait assorti leurs titres étaient d'infimes bourgades italiennes (Bénévent, Ponte-Corvo) en rien comparable à Neuchâtel ». Le maréchal ne s'est toutefois jamais rendu dans la localité, déléguant la gestion des affaires à ses proches collaborateurs.
Quoique la principauté soit fort peu ancrée dans des traditions belliqueuses — « il faut laisser tranquille ce petit peuple » estime en 1808 le général Dutaillis —, elle entretient tout de même des miliciens mais qui, de l'aveu d'Alfred Guye, « ne constituaient certainement pas une force apte à faire la guerre, tant par l'entraînement que par l'équipement ». Or Berthier, justement intéressé par les questions militaires, a très vite l'idée de mettre sur pied un bataillon d'infanterie destiné à lui servir de garde personnelle.

### Organisation et recrutement

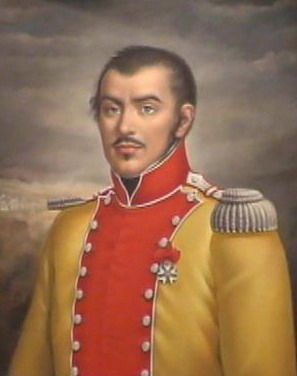
Le capitaine Jean-Henri de Bosset, commandant le bataillon de Neuchâtel.

Le 11 mai 1807, Napoléon publie depuis le château de Finckenstein le décret donnant naissance au bataillon du prince de Neuchâtel. L'article 4 dispose que « le bataillon du prince de Neuchâtel sera composée de six compagnies, savoir : une compagnie de grenadiers, une compagnie de voltigeurs et quatre compagnies ordinaires ». Chaque compagnie comprend théoriquement 3 officiers, 6 sous-officiers, 2 tambours, 140 caporaux et hommes du rang, soit 160 hommes au total. Un petit état-major de 8 personnes, dont le chef de bataillon, un lieutenant recrueur, un adjudant-major, un chirurgien, un tambour-major et trois ouvriers, porte l'effectif global à 648 hommes, nonobstant deux enfants de troupe par compagnie soit 660 hommes,.
Le commandement du corps est confié au capitaine Jean-Henri de Bosset, officier suisse au service de la France chargé par le maréchal Berthier de procéder à l'organisation et au recrutement du bataillon. Comme prévu par le décret, seules sont admises les recrues en provenance de Neuchâtel, des cantons suisses ou du Valais,. Les sources sont ici contradictoires quant à l'enthousiasme de la population et à l'enrôlement des volontaires. Pour la Revue militaire suisse, « ce bataillon vit ses cadres se remplir rapidement par une jeunesse désireuse de se mêler à la grande armée, dont le prestige était à son apogée », alors que Frédéric Hulot indique justement que le manque de volontaires oblige l'administration à recruter des Neuchâtelois « ayant servi dans l'armée prussienne et qui avaient été faits prisonniers en 1806 par l'armée française ! ». Le 27 août 1808, Napoléon adjoint au bataillon une compagnie d'artillerie forte de 83 hommes, qu'il dote de deux pièces de calibre 6 avec caissons et chariots de munitions.
Le dépôt du bataillon est fixé à Besançon, ce qui n'est pas pour plaire aux Neuchâtelois en raison de la concurrence horlogère. De fait, en dépit des efforts du capitaine Bosset, les résultats ne sont pas à la hauteur des espérances : en 1807, il n'y a que 216 hommes sur les 660 escomptés. Les six compagnies n'en sont pas moins formées pour répondre aux vœux de l'Empereur, mais leurs effectifs sont extrêmement réduits : « de trente à quarante et un hommes ! » relève Hulot. Fin décembre, le bataillon est porté à 479 hommes, officiers compris. L'entraînement, pourtant nécessaire à la formation des recrues pour la plupart inexpérimentées, est rapidement expédié par Berthier impatient de voir son unité rejoindre le front.

### Campagnes et batailles

#### Du Havre à l'Autriche, 1808-1809

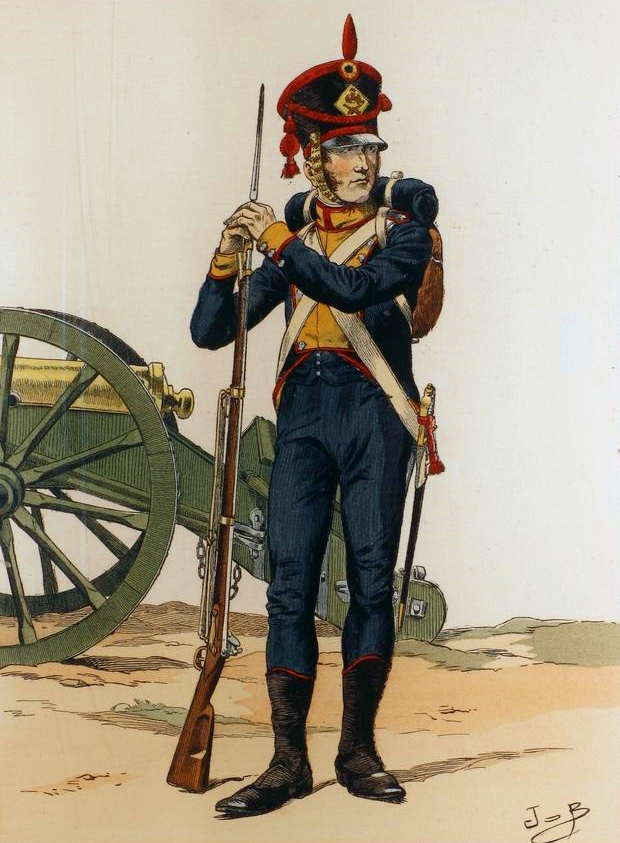
Artilleur du bataillon de Neuchâtel, 1810. Illustration de Job pour les Tenues des troupes de France.

En avril 1808, le bataillon de Neuchâtel fait route vers Le Havre. Utilisé au service des garde-côtes, il doit à plusieurs reprises faire le coup de feu contre la flotte britannique stationnée à l'entrée du port. Toutefois, à cette date, l'effectif a été réduit à quelque 300 hommes à cause de décès, maladies, désertions… Cet état de fait amène Berthier à envisager la fusion de son unité avec le bataillon valaisan, mais le projet n'a pas de suite. En octobre 1808, le maréchal accompagne Napoléon pour sa campagne dans la péninsule Ibérique, mais curieusement les « Canaris » ne font pas partie de l'expédition.
Il faut attendre 1809 et la deuxième campagne d'Autriche pour voir les Neuchâtelois se distinguer sur un champ de bataille, à Wagram. Le bataillon quitte Gavra (ou Gavray-sur-Seine) le 30 mars 1809, défile en parade devant devant l'empereur devant le palais de l'Élysée le 7 avril puis arrive à Ebersdorf le 23 mai 1809. Mis à la disposition du quartier-général de l'Empereur, le bataillon assure la protection des lignes de communication de la Grande Armée. Le premier jour de la bataille de Wagram, le 5 juillet, il est chargé de protéger l'un des ponts sur le Danube aux côtés d'un contingent badois. Alors que les troupes françaises un moment repoussées repassent le fleuve en désordre, « le bataillon de Neuchâtel […] tint avec bravoure contre l'attaque forcenée des bataillons autrichiens, qui accouraient, sûrs de la victoire, et qui trouvèrent dans cette troupe, qui voyait le feu pour la première fois, une résistance imprévue ». Cependant, comme l'indique Frédéric Hulot, aucune perte n'est à signaler lors de la bataille.

#### Campagne d'Espagne, 1810-1812
Le bataillon neuchâtelois stationne à Vienne jusqu'au mois de novembre 1809. Ils retournent à Besançon. En Espagne, la lutte continue et l'Empereur annonce à son frère Joseph la venue de 20 000 hommes de la Garde impériale. Les « Canaris », attachés à leur suite, accompagnant les équipages de l'Empereur, sont du voyage. Ils passent à Limoges le 1er janvier 1810 et arrivent à Bayonne le 19 janvier. De là, ils sont dirigés sur Vitoria puis Burgos où ils passent sous le commandement du général Dorsenne.
Le bataillon participe aux combats en Espagne de 1810 à 1811. Le 15 octobre 1810, il passe dans la division du général Claparède à Valladolid. Il participe ensuite sous le maréchal Ney au siège de Ciudad Rodrigo. En 1811, il est à Salamanque sous le général Thiébault puis combat à Aldeia de Ponte en septembre 1811 où le chef de bataillon de Bosset est blessé. De Giogier, commandant la compagnie de grenadiers, prend alors le commandement du bataillon (officialisé le 11 décembre). Le bataillon rentre à Besançon le 15 juin 1812.

#### Campagne de Russie
En préparation de la campagne à venir, le bataillon, avec 18 officiers et 668 hommes, gagne Leipzig le 28 juillet 1812 tandis que 3 officiers et 184 hommes restent au dépôt de Besançon. Lors de la campagne de Russie, il franchit la frontière russe le 2 septembre et rejoint le quartier général à Moscou le 14 septembre 1812. Le bataillon de Neuchâtel est envoyé à Smolensk pour y renforcer la garnison et y arrive le 7 octobre 1812. Le colonel de Bosset, commandant la garnison et ancien commandant du bataillon de Neuchâtel, y meurt le 29 octobre 1812 et le bataillon participe à ses funérailles. Le 14 novembre 1812, le bataillon quitte la ville avec 16 officiers et 467 hommes.

#### Campagne d'Allemagne 1813
Le bataillon arrive à Elbing avec un effectif réduit à 23 officiers et soldats. Les effectifs sont remis sur le pied de guerre avec 9 officiers et 467 hommes à Mayence. L'unité défile à nouveau devant Napoléon à Dresde et ce dernier l'intègre avec les troupes de la Jeune Garde. Les « Canaris » participent en 1813 aux batailles de Dresde et de Leipzig puis à celle de Hanau. Le bataillon est dissous en 1814.

## Uniformes
Ce bataillon est rapidement dit des Canaris à cause de la couleur jaune de son uniforme.